# Orotidine-5'-phosphate décarboxylase
L'orotidine-5'-phosphate décarboxylase, ou orotidylate décarboxylase est une lyase qui catalyse la réaction :
orotidine monophosphate  {\displaystyle \rightleftharpoons }  UMP + CO2.
Cette enzyme intervient dans la biosynthèse des pyrimidines. Sa fonction est essentielle dans la voie de novo de synthèse de l'UTP, du CTP et du dTTP. Elle a souvent fait l'objet d'études biochimiques en raison de son efficacité catalytique extrême et comme marqueur de sélection de souches de levures.
Chez les bactéries et les levures, l'OMP décarboxylase ne catalyse qu'une seule réaction. Cependant, chez les mammifères, cette fonction enzymatique est portée par une protéine qui assure également la formation de l'OMP à partir d'acide orotique et de phosphoribosylpyrophosphate ; l'enzyme bifonctionnelle qui en résulte est appelée uridine monophosphate synthétase, et remplace l'orotate phosphoribosyltransférase des organismes chez lesquels ces deux fonctions enzymatiques sont portées par des protéines distinctes.